# Komitet Olimpijski Andory
Komitet Olimpijski Andory (ca. Comitè Olímpic Andorrà) – stowarzyszenie związków i organizacji sportowych z siedzibą w Andorze, zajmujące się organizacją udziału reprezentacji Andory w igrzyskach olimpijskich i europejskich oraz upowszechnianiem idei olimpijskiej i promocją sportu, a także reprezentowaniem sportu Andory w organizacjach międzynarodowych, w tym w Międzynarodowym Komitecie Olimpijskim.